# Nueva Era
Nueva Era est une municipalité de la province d’Ilocos Norte, aux Philippines.